# Mathias Weckström

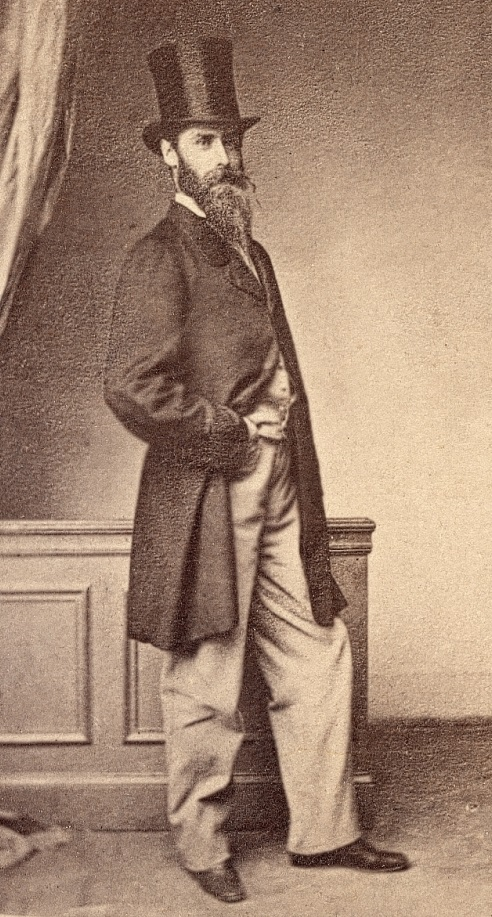
Mathias Weckström år 1860.

Mathias Weckström, född 12 juli 1803 i Helsingfors, död där 7 september 1873, var en finländsk tjänsteman och skriftställare.
Weckström verkade bland annat som postexpeditör i Helsingfors 1835–1855. Han bedrev en aktiv samlarverksamhet på många olika områden och utgav ett flertal skrifter med anknytning till sina skiftande intressen, bland annat Anteckningar i landthushållningen (1850) och Samling af kartor öfver Helsingfors (1872). Han gjorde även upp planer för ett större geografiskt-statistiskt lexikon över Finland, varav endast första delen som behandlade Åland utkom (1852). Han grundade 1837 det första folkbiblioteket i Svenskfinland på sin egendom Nygård i Pojo. Biblioteket flyttades 1846 till Kyrkslätt, då Weckström köpte Aavaranta gård där.